# Henri de Castries
Henri de Castries (Bayonne, 15 agosto 1954) è un imprenditore francese. È stato presidente e amministratore delegato di AXA fino al ritiro da entrambi gli incarichi il 1º settembre 2016

## Biografia
Henri de Castries si è laureato all'HEC Paris nel 1976 e all'ENA nel 1980.
Dal 1980 al 1984, De Castries ha svolto incarichi di revisione contabile per conto del Ministro delle Finanze francese e nel 1984 è diventato membro della direzione del Tesoro francese. Nel 1986, ha partecipato alla privatizzazione avviata dal governo di Jacques Chirac, includendo la Compagnie Générale d'Electricité, oggi conosciuta come Alcatel-Lucent, e TF1, entrambe sul CAC 40.
De Castries ha iniziato la sua carriera in AXA nel 1989, quando è entrato nella direzione finanziaria centrale. Nel 1991 è nominato segretario generale, incaricato delle ristrutturazioni e delle fusioni (integrazione della Compagnie du Midi). È stato nominato direttore generale nel 1993, responsabile del Nord America e del Regno Unito nel 1994 e responsabile della fusione e integrazione con l'Unione delle assicurazioni di Parigi (UAP) nel 1996. È stato presidente del consiglio di amministrazione di Equitable (che divenne AXA Financial) nel 1997, ed è Presidente del Consiglio di Amministrazione dal 2000. Nel 2009 assume la piena responsabilità di AXA consolidando il ruolo di presidente con la carica di amministratore delegato.
Verso la fine del mandato di De Castries, AXA è diventata la prima istituzione finanziaria globale a evitare investimenti in società del carbone vendendo 500 milioni di euro di attività legate al carbone nel 2015. Nel 2016, ha deciso che AXA si sarebbe unita a un movimento globale per abbandonare gli investimenti nel tabacco scaricando circa 2 miliardi di dollari in azioni e obbligazioni delle società produttrici di sigarette.
Nel marzo 2016, è stato annunciato che De Castries si sarebbe ritirato dai ruoli di presidente e amministratore delegato di AXA il 1 ° settembre.
Entro la fine del 2016, De Castries era considerato il favorito per assumere la carica di presidente di HSBC; invece, la posizione è andata a Mark Tucker. Dopo le primarie per le elezioni presidenziali del 2017, è stato consigliere senior di François Fillon ed è stato suggerito dai media per un futuro ruolo di ministro delle finanze.
Nel 2017, De Castries è entrato a far parte di General Atlantic, azionista di maggioranza di Argus Media, in qualità di presidente e consulente senior.